# Tabanus divaricatus
Tabanus divaricatus är en tvåvingeart som beskrevs av Krober 1934. Tabanus divaricatus ingår i släktet Tabanus och familjen bromsar. Inga underarter finns listade i Catalogue of Life.